# 蘇俄彈戲

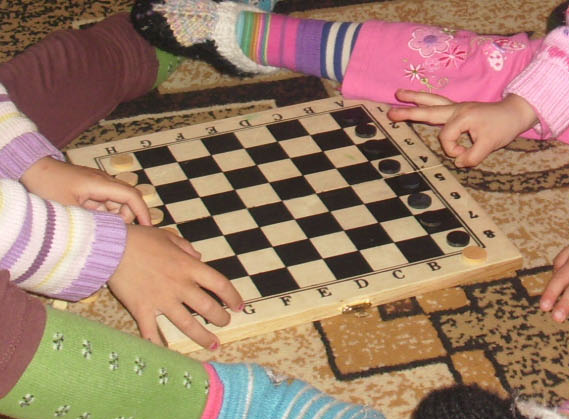
孩子们在玩蘇俄彈戲

蘇俄彈戲( игра в Чапаева, igra v Chapayeva)，是主要流行在前蘇聯地區的彈局遊戲，遊戲是在一塊西洋棋棋盤進行。